# Гаррі Поттер і смертельні реліквії
Ця стаття про книгу. Див. також Гаррі Поттер і смертельні реліквії (фільм).

«Га́ррі По́ттер і смерте́льні релі́квії» (англ. «Harry Potter and the Deathly Hallows») — сьомий роман серії «Гаррі Поттер» британської письменниці Дж. К. Ролінґ. Його опублікувало 21 липня 2007 року видавництво «Блумсбері Паблішинґ» у Лондоні. Роман завершує серію, публікація якої тривала 10 років (1997—2007). Однак у 2015 році було оголошено про вихід нової, восьмої книги про Гаррі Поттера «Гаррі Поттер і прокляте дитя».
Книгу було видано одночасно у 93 країнах світу. Протягом першої доби від моменту релізу книги було продано одинадцять мільйонів примірників. Цим було встановлено рекорд, який тримала попередня частина серії — Гаррі Поттер і напівкровний Принц — з 2005 року.
Українською мовою роман переклав Віктор Морозов (за редакцією Олекси Негребецького та Івана Малковича) і опублікувало видавництво «А-БА-БА-ГА-ЛА-МА-ГА» 25 вересня 2007 року — раніше за всі інші переклади різними мовами.
За романом створено однойменний фільм у двох частинах. Прем'єра «Частини 1» відбулася 18 листопада 2010 року, «Частина 2» вийшла на великі екрани 14 липня 2011 року.

## Анотація
Гаррі взяв на свої плечі таємниче і небезпечне завдання — знищити всі горокракси Волдеморта. Ще ніколи Гаррі не почувався таким самотнім… У цій, мабуть, найяскравішій книзі знайдуться довгоочікувані відповіді на багато запитань.

## Епіграф
Кожна з книг серії має посвяти, але тільки «Гаррі Поттер і смертельні реліквії» містить епіграф. На першій сторінці роману наведено дві цитати: перша — з трагедії Есхіла «Узливальниці» («Хоефори»), друга — з «Плодів самотності» Вільяма Пенна, письменника-квакера, засновника штату Пенсільванія.

## Сюжет

### Останнє літо
Лорд Волдеморт і його спільники планують зненацька захопити Гаррі Поттера під час його відльоту з магічно захищеного помешкання Дурслів під охороною членів Ордена фенікса. Крім того, Волдеморт розшукує нову чарівну паличку, яка могла б подолати у двобої паличку Гаррі. Члени Ордена, користуючись багатозільною настійкою, перетворюються на шість копій Гаррі. Попри складні конспіративні заходи, смертежери атакують їх на шляху до безпечного місця, внаслідок чого Джордж Візлі втрачає вухо, а сова Гедвіґа і Дикозор Муді гинуть.
У будинку родини Візлі «Барлозі» міністр магії Руфус Скрімджер зустрічається з Гаррі, Роном і Герміоною, щоби передати їм залишені у спадок речі Албуса Дамблдора: Рон отримує світлогасник, а Герміона — дитячу книжку «Казки барда Бідла». Гаррі має отримати меч Ґордика Ґрифіндора і золотий снич, упійманий ним у першому в його житті матчі з квідичу, проте Міністерство конфіскує меч через його велику історичну цінність (фактично, він Дамблдору не належить). Не зрозумівши призначення цих предметів, друзі роблять припущення, що вони допоможуть їм у пошуках горокраксів.
(До речі, Руфус Скімджер відвідує Візлів саме у День народження Гаррі. Герміона подарувала Гаррі стервоскоп, Рон — книгу «Дванадцять абсолютно надійних способів причарувати відьму», а Джіні — палкий поцілунок…)

### Початок пошуків
У «Барлозі» святкують весілля Білла Візлі та Флер Делакур, під час якого прибуває патронус Кінґслі Шеклболта і оголошує про смерть міністра Скрімджера і захоплення влади Волдемортом. Рятуючись від смертежерів, Гаррі, Рон і Герміона з'являються до маґлівського кафе на Тотенгем-корт-роуд у Лондоні. Там вони стикаються з іншою групою смертежерів (як з'ясовується пізніше, причиною цього стало табу, накладене на ім'я Волдеморта: ця магія дозволяє смертежерам миттєво дізнаватися місцеперебування будь-кого, хто вимовить ім'я). Трійці вдається сховатися у будинку, що належав Сіріусу Блеку (за адресою: площа Гримо 12), де раніше знаходилася штаб-квартира Ордену фенікса і який тепер перейшов у власність Гаррі.
Переховуючись там, Гаррі доходить висновку, що таємничим чарівником, який викрав медальйон Салазара Слизерина і залишив записку з ініціалами «Р. А. Б.», був брат Сіріуса Реґулус Арктур Блек. Герміона пригадує, що бачила медальйон під час прибирання у будинку (описаного в книзі «Гаррі Поттер і Орден фенікса»). Друзі з'ясовують, що медальйон спершу забрав домовий ельф Блеків Крічер (саме він за наказом свого хазяїна Реґулуса поклав його у чашу в печері; натомість, Реґулус Блек загинув після того, як здобув горокракс). Пізніше медальйон був викрадений Манданґусом Флетчером, якого Гаррі наказує Крічеру знайти, передавши йому фальшивий медальйон. Із цього моменту Крічер почав ставитися до Гаррі куди добріше.
Крічер довго не повертається. Одного разу, до будинку заходить Люпин і ділиться з ними новинами - захопивши владу, Волдеморт встановив режим, подібний до нацистського: усі нечистокровні чарівники мають доводити, що у родині є чаклуни, а маґлородці (які фактично не зможуть цього зробити) отримують звинувачення у крадіжці чарів та караються відправленням до Азкабану, а іноді і позбавленням життя. Також, відвідування Гоґвортської школи чарів та чаклунства обов'язкове для усіх юних чаклунів та відьом, окрім маґлородців і тих напівкровок, хто не отримав підтвердження Кровного статусу (не довів, що має чаклунське походження). Люпин проситься разом з трійцею шукати горокракси, але Гаррі здогадується, що щось не так. Виявляється, Тонкс завагітніла і Люпин покинув її, боячись, що дитина народиться перевертнем, як він. Гаррі звинувачує Люпина у боягузстві. Той навісніє і йде геть.
Зрештою, з'являється Крічер, який знаходить Манданґуса Флечера, який покинув Дикозора під час гонитви. Той підтверджує, що дійсно знайшов медальон, але згодом передав його Долорес Амбридж як хабаря. Трійця використовує Багатозільну настоянку та проникає в Міністерство магії. У міністерстві трійця здобуває медальйон і рятує від вірної загибелі дружину міністерського працівника, на якого перетворився Рон. проте внаслідок цього рейду порушуються чари Довіри, що боронили будинок Блеків, і друзям доводиться рятуватися, роз'явившись далеко за місто.
Вони оселяються у наметі, захищеному чарами. Одної ночі їм вдається підслухати розмову групи ґоблінів, їх приятеля Діна Томаса та батька Німфадори Тонкс Теда, які стверджують, що конфіскований Міністерством меч Ґрифіндора є підробкою. Друзі вирішують знайти справжній меч, адже саме він, на їхню думку, здатний знищити горокракси. У цей час Рон, під впливом горокракса, розчарований тривалою бездіяльністю, залишає друзів. У пошуках меча Герміона з Гаррі відвідують Ґодрикову Долину, де мало не потрапляють у пастку, зіткнувшись із Волдемортовою змією Нагіні. Під час колотнечні, Гаррі у думках Волдеморта бачить момент убивства його родини, а Герміона випадково ламає чарівну паличку Гаррі.
Для убезпечення від смертежерів, друзі регулярно змінюють місце свого табору. Коли вони зупиняються у Діновому лісі, Гаррі зустрічає патронуса у формі лані, що приводить його до замерзлого ставка, на дні якого лежить справжній меч Ґрифіндора. Намагаючись витягнути його, Гаррі мало не гине, задушений ланцюжком медальйона-горокракса, що висить у нього на шиї, проте його рятує Рон, якого привів до табору світлогасник Дамблдора. Рон знищує медальйон мечем. Він також попереджає про табу, накладене на ім'я Волдеморта: тепер ним користуються так звані «хапуни», що полюють за нагородами, призначеними за впійманих маґлородців. Саме через них Рон і не зміг повернутися до друзів одразу

### Смертельні реліквії

Таємничий символ, який неодноразово з'являється в романі, представляє схематичне зображення легендарних смертельних реліквій.

Троє друзів відвідують Ксенофілія Лавґуда, батька Луни, і дізнаються, що загадковий символ, який неодноразово зустрічався їм, є емблемою трьох стародавніх артефактів, відомих, як «смертельні реліквії»: бузинової чарівної палички, воскресального каменя і плаща-невидимки. Цими предметами, як стверджує легенда, володіли три брати Певерелли: Кадмус (камінь), Антіох (паличка) та Іґнотус (плащ). Герміона згадує, що Іґнотус був похований у Годриковій Долині. Також з'ясовується, що Луну було викрадено через опозиційне спрямування часопису «Базікало», який видає її батько. Сподіваючись повернути Луну, Ксенофілій викликає смертежерів, але друзі встигають зникнути. Ксенофілія ув'язнено в Азкабані.
Після того, як Гаррі випадково промовляє ім'я Волдеморта, друзі потрапляють до рук хапунів. Герміона маскує Гаррі, вражаючи його жалячим закляттям. Підозрюючи, що вони захопили Поттера і сподіваючись отримати нагороду, хапуни відводять трійцю до маєтку Мелфоїв, де ті зустрічаються з Луною, Діном Томасом, Олівандером і Ґрипхуком. Волдеморт у цей час відсутній, оскільки займається пошуками бузинової палички у Східній Європі у темного чаклуна Ґріндельвальда, який відмовляється надати Волдеморту інформацію, за що той його вбиває. Побачивши серед речей полонених меч Ґрифіндора, Белатриса Лестранж, налякана тим, що вони проникли до її сховища у банку Ґрінґотс, катує Герміону, намагаючись вивідати подробиці. На порятунок приходить Добі, який з'являється у підвалі та вилучає звідти Луну, Діна й Олівандера. На шум з'являється Пітер Петіґру. Він намагається вбити Гаррі, але той нагадує йому про те, що врятував його життя кілька років тому (див. Гаррі Поттер і в'язень Азкабану). Відпустивши Гаррі, Петіґру раптово гине, задушений власною срібною рукою, яку вичаклував для нього Волдеморт на заміну тієї руки, яку Петіґру відрізав для відродження хазяїна. Гаррі та Рон кидаються нагору, щоби врятувати Герміону. Рон роззброює Белатрису, а Гаррі заволодіває паличкою Драко. Повторно з'являється Добі, щоб забрати друзів із собою до котеджу «Мушля», де живуть Білл і Флер, проте Белатриса встигає кинути в ельфа ножем, вбивши його.
У «Мушлі» Олівандер підтверджує факт існування бузинової палички, а також пояснює, що паличка завжди переходить у власність того, хто вбив або роззброїв попереднього її власника. Також Олівандер робить важливе зауваження: попри те, що бузинова паличка є непереможною, ця властивість не розповсюджується на того, хто володіє нею. Поведінка Белатриси переконує друзів у тому, що у її сховищі в банку Ґрінґотс знаходиться інший горокракс. Скориставшись допомогою Ґрипхука, вони здобувають чашу Гельґи Гафелпаф, але втрачають меч Ґрифіндора, разом з яким зникає Ґрипхук.
Тим часом Волдеморт викрадає бузинову паличку з гробниці Дамблдора, вірячи в те, що вона допоможе йому перемогти Гаррі. Дамблдор здобув паличку внаслідок двобою з Ґріндельвальдом. Від ґоблінів Волдеморт дізнається, що чашу Гельґи Гафелпаф викрадено, і завдяки ментальному зв'язку з ним, Гаррі дізнається, що наступний горокракс знаходиться у Гоґвортсі. Сам же Волдеморт збирається перевірити свої сховки.

### Битва у Гоґвортсі
Трійця прибуває у Гоґсмід, де Еберфорс Дамблдор допомагає їм пробратися у Гоґвортс. Повернення Гаррі вселяє бойовий дух в учасників Дамблдорової Армії, які готуються прийняти бій зі смертежерами (хоча це й не входило до планів Гаррі). Волдеморт тим часом перевіряє свої сховки і виявляє, що вони порожні. Здогадавшись, що саме відбувається, він лютує та прямує у Гоґвортс.
Гаррі повідомляє всім про неминучий напад Волдеморта і розпочинає пошуки горокракса. На думку Луни Лавґуд, ним має бути втрачена діадема Ровени Рейвенклов. У спільній залі Рейвенклову вона і Гаррі стикаються з Алектою Керроу, яка негайно сигналізує про небезпеку Волдемортові. Друзів рятує професорка Макґонеґел, яка також попереджає всіх викладачів школи про підготовку до битви. Побачивши чорну мітку, директор Снейп зникає зі школи. Гаррі пригадує, що бачив діадему в «кімнаті на вимогу». Тим часом Герміона знищує чашу Гафелпаф зубом василіска, здобутим у Таємній кімнаті. У «кімнаті на вимогу» на друзів нападають Драко Мелфой, Креб і Ґойл, які хочуть отримати нагороду за Поттера. Креб активує потужні чари «зложар», які знищують горокракс і його самого, мало не завдавши шкоди іншим.
Знову проникнувши у свідомість Волдеморта, Гаррі приводить друзів у Верескливу халупу, де вони стають свідками сцени вбивства професора Снейпа Темним Лордом за допомогою Нагіні (на думку Волдеморта, внаслідок цього він має стати повноцінним володарем бузинової палички тому що, на його думку, перемігши Дамблдора, Снейп став володарем бузинової палички). Помираючи, Снейп передає Гаррі спогади, переглянувши які, той дізнається, що професор був і залишався вірним Дамблдорові, в чому важливу роль відіграло пронесене ним через усе життя нерозділене кохання до Лілі Поттер. Дізнавшись, що Волдеморт намагатиметься вбити Лілі, він перейшов на бік Ордену. Смертельно вражений прокляттям, що містилося в персні Ярволода Ґонта, Дамблдор наказав Снейпові вбити його самого, Дамблдора, вибравши для цього стратегічно вдалий момент: завадивши тим самим здійснити це вбивство Драко Мелфою за наказом Волдеморта. Снейп також прислав до Гаррі патронуса, що вказав йому на місце знаходження меча Ґрифіндора (через кохання до Лілі його патронус набув тієї ж форми, що патронус матері Гаррі — срібної лані). Зі спогадів також з'ясовується, що останнім горокраксом є сам Гаррі: він має загинути для того, щоб Волдеморта було знищено.
Змирившись зі своєю долею, Гаррі вирушає в Заборонений ліс, до табору Темного Лорда (ніхто, крім Невіла цього не помічає). Дорогою йому вдається відкрити заповіданий Дамблдором золотий снич і виявити в ньому воскресальний камінь, останню зі смертельних реліквій. За допомогою каменя хлопець викликає духів померлих батьків, Сіріуса і Ремуса Люпина, які супроводжують його на шляху до смерті. Волдеморт вражає Гаррі смертельним закляттям.
Хлопець приходить до тями у загадковому місці, схожому на інтер'єр вокзалу Кінґс-Кросс, не впевнений, живий він чи мертвий. З'являється Дамблдор, який пояснює, що Волдемортів горокракс всередині Гаррі було знищено. За словами професора, скориставшись кров'ю хлопця для свого відродження, Волдеморт став своєрідним горокраксом для Гаррі, і той житиме доти, доки житиме Темний Лорд. Він також бачить можливу остаточну долю Темного Лорда: понівечене плачуче немовля, якому «вже ніщо не допоможе». Дамблдор каже, що Гаррі має вибір - повернутися або піти далі.
Гаррі повертається до життя, проте вдає мертвого. Волдеморт наказує Нарцисі Мелфой пересвідчитися в тому, що хлопець загинув. Утім Нарциса, виявивши, що Гаррі живий, повідомляє Волдемортові неправду, дізнавшись від Гаррі що Драко досі живий. Полонений Геґрід відносить Гаррі до замку як трофей Волдеморта. Прибічники Гаррі приголомшені. На Невіла, який намагається протистояти йому, Волдеморт вдягає Сортувальний капелюх, підпаливши його.
Атака кентаврів і підкріплення захисників поновлює битву. Невіл витягає з капелюха меч Ґодрика Ґрифіндора і стинає голову Нагіні, знищивши тим самим останній наявний горокракс. Бій зі смертежерами триває, зокрема Джордж та Лі Джордан перемогли Якслі, Флітвік - Долохова, Геґрід - Макнейра, Артур та Персі Візлі - Тікнесі, Молі Візлі, яка перемагає Белатрису. Тим часом Гаррі виступає на останній двобій з Волдемортом: хлопець збагнув, що саме він є володарем бузинової палички (після того, як Драко Мелфой роззброїв Дамблдора на Астрономічній вежі, паличка перейшла до нього; згодом же її власником став Гаррі, відібравши її у Драко під час утечі з маєтку Мелфоїв). Волдеморт знову вражає Гаррі смертельним закляттям, проте воно знову відбивається і знищує його самого, на цей раз остаточно.
Серед загиблих: Фред Візлі, Ремус Люпин, Німфадора Тонкс і Колін Кріві. Після битви Гаррі повідомляє портретові Дамблдора, що залишить плащ-невидимку собі, але не шукатиме загублений у лісі воскресальний камінь. Натомість бузинову паличку він повертає до гробниці директора, і якщо Гаррі помре природною смертю, її сила зникне. Перед цим Гаррі використовує всемогутність бузинової палички, щоби полагодити власну, зламану.

### Епілог
Дев'ятнадцять років потому. Гаррі одружений із Джині Візлі, вони мають трьох дітей: Джеймс Сіріус названий на честь батька та хрещеного батька Гаррі, Албус Северус — на честь двох покійних директорів Гоґвортсу, Лілі Луна — на честь матері та близької подруги Гаррі. Рон одружився з Герміоною, у них двоє дітей: Роуз і Г'юґо. Обидві родини зустрічаються на вокзалі Кінґс-Кросс, проводжаючи дітей до школи (маленький Албус їде вперше, через що дуже занепокоєний). Ненароком вони помічають, як 19-річний похресник Гаррі Тедді Люпин (син покійних Ремуса і Тонкс) цілується з Вікторією Візлі (дочкою Білла і Флер) в одному з купе. Також Гаррі бачить Драко Мелфоя з дружиною (її ім'я, згідно з інформацією, поданою на вебсайті Джоан Ролінґ, — Асторія Ґрінґрасс) і сином Скорпіусом; Мелфой стримано вітає Гаррі кивком голови і відвертається. З розмов з'ясовується, що Невіл викладає в Гоґвортсі гербалогію і досі є близьким другом Гаррі. Гаррі заспокоює Албуса, який побоюється призначення у Слизерин. Він каже синові, що один з його тезок — Северус Снейп — належав до Слизерину і був найсміливішим з усіх, кого знав Гаррі. Крім того, додає батько синові, Сортувальний капелюх завжди враховує вибір самого сортованого. Роман завершується словами: «Шрам не болів уже дев'ятнадцять років. Все було добре.»